# Мадейра (архіпелаг)
Архіпелаг Маде́йра — група островів в Атлантичному океані біля північно-західних берегів Африки.  (порт. Arquipélago da Madeira) Володіння Португалії. Від 1976 року складають Мадейрський автономний регіон (порт. Região Autónoma da Madeira). Розташовані на відстані близько 1000 км на південний захід від столиці Лісабона та 420 км на північ від Канарських островів. Площа — 796 км², населення — 269,5 тис. чоловік. Столиця — місто Фуншал на острові Мадейра. Європейська статистична територіальна одиниця 1-го рівня. Код — PT3.

## Географія
Мадейра (найбільший острів) і Порту-Санту — єдині заселені острови. Дезерташ і Селваженьш — безлюдні острівці. М'який клімат островів зробив їх цілорічними курортами. Рельєф: Руйву — найвища гора архіпелагу заввишки 1862 м. Виробляється: кріплене вино мадера, цукрова тростина, фрукти, риба, вироби ремесел.
- Мадейра (острів)
- Порту-Санту (острів)
- Дезерташ
  - Дезерта-Гранде
  - Бужіу,
  - Шау

## Історія
Позначення островів архіпелагу Мадейра з їх поточними назвами з'являються на деяких середньовічних картах вже в XIV столітті — зокрема їх зображено в Атласі Медічі 1351 року, на Портолані братів Піццингані 1367 року і в Атласі Корбітіс, складеному біля 1400 року. Вочевидь, якісь випадкові мореплавці вже стикались з цими островами в морі і повідомлення про це були відомі картографам. Проте «офіційно» острови архіпелагу Мадейра було відкрито в 1418—1419 роках португальськими дослідниками принца Енріке Мореплавця — Жуаном Гонсалвіш Зарку та Тріштаном Ваш Тейшейра.
Жуан Зарку і Триштан Ваш стали й першими капітанами-донатаріо острова Мадейра та займались його колонізацією.
Острови належали Португалії з XV століття; окуповані Англією в 1801 і 1807-14 роках. У 1976 році здобули часткову автономію, але залишилися заморською територією Португалії. Політично, економічно, етнічно і культурно архіпелаг належить до Європи.

## Економіка
Дрібне сільське господарство (в основному виноробство), рибальство, туризм.
Головним транспортним сполученням з материками Європа та Америка є авіація. На архіпелазі діють два трансконтинентальних аеропорти — Міжнародний аеропорт «Мадейра» — на південному сході острова Мадейра між містами Машіку та Санта-Круж; та Аеропорт Порту-Санту в центрі однойменного острова. Залишки мальовничих старих шляхів уздовж узбережжя на півночі острова Мадейра, через загрозу зсувів і каменепадів, для проїзду автотранспортом закриті. Але на свій ризик використовуються туристами-пішоходами та велосипедистами.

## Муніципалітети

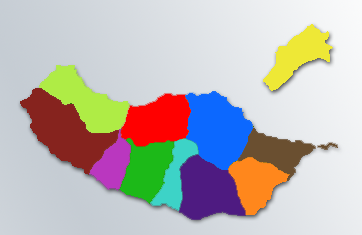
Адміністративний поділ Мадейри

1. Кальєта
2. Камара-де-Лобуш
3. Машіку
4. Понта-ду-Сол
5. Порту-Моніш
6. Порту-Санту
7. Рібейра-Брава
8. Санта-Круш
9. Сантана
10. Сан-Вісенте
11. Фуншал

## Найбільші населені пункти
| Населені пункти автономного регіону Мадейра | Населені пункти автономного регіону Мадейра | Населені пункти автономного регіону Мадейра | Населені пункти автономного регіону Мадейра | Населені пункти автономного регіону Мадейра | Населені пункти автономного регіону Мадейра | Населені пункти автономного регіону Мадейра | Населені пункти автономного регіону Мадейра | Населені пункти автономного регіону Мадейра | Населені пункти автономного регіону Мадейра |
| ------------------------------------------- | ------------------------------------------- | ------------------------------------------- | ------------------------------------------- | ------------------------------------------- | ------------------------------------------- | ------------------------------------------- | ------------------------------------------- | ------------------------------------------- | ------------------------------------------- |
| №                                           | Українська назва                            | Оригінальна назва                           | Кількість жителів (1991)                    | Кількість жителів (2001)                    | Місце в країні                              | Відстань до адм. центру                     | Аеропорт, залізничний транспорт             | Широта                                      | Довгота                                     |
| 1                                           | Фуншал                                      | Funchal                                     | 115 403                                     | 102 521                                     | 7                                           | 0                                           | —                                           | 32.65°N                                     | 16.90° W                                    |
| 2                                           | Камара-де-Лобуш                             | Câmara de Lobos                             | 27 248                                      | 30 785                                      | 34                                          | 6                                           | —                                           | 32.63°N                                     | 16.96° W                                    |
| 3                                           | Машику                                      | Machico                                     | 11 916                                      | 12 383                                      | 125                                         | 15                                          | —                                           | 32.70°N                                     | 16.76° W                                    |
| 4                                           | Канісу                                      | Caniço                                      | 6 876                                       | 10 320                                      | 169                                         | 6                                           | —                                           | 32.63°N                                     | 16.84° W                                    |
| 5                                           | Камаша                                      | Camacha                                     | 6 553                                       | 8 010                                       | 223                                         | 72                                          | —                                           | 33.08°N                                     | 16.32° W                                    |
| 6                                           | Санта-Круш                                  | Santa Cruz                                  | 6 121                                       | 6 038                                       | 286                                         | 11                                          | А                                           | 32.68°N                                     | 16.79° W                                    |
| 7                                           | Рібейра-Брава                               | Ribeira Brava                               | 6 067                                       | 5 967                                       | 290                                         | 14                                          | —                                           | 32.65°N                                     | 17.06° W                                    |
| 8                                           | Порту-Санту                                 | Porto Santo                                 | 4 706                                       | 4 441                                       | 384                                         | 70                                          | —                                           | 33.05°N                                     | 16.32° W                                    |
| 9                                           | Понта-ду-Сол                                | Ponta do Sol                                | 4 209                                       | 4 227                                       | 404                                         | 17                                          | —                                           | 32.67°N                                     | 17.09° W                                    |
| 10                                          | Кампанаріу                                  | Campanário                                  | 4 495                                       | 4 118                                       | 418                                         | 15                                          | —                                           | 32.65°N                                     | 17.02° W                                    |

## Самоврядування
З 1976 року Мадейра має статус автономного регіону Португальської Республіки. Має власний законодавчий орган — регіональний парламент (порт. Assembleia Regional da Madeira) і уряд. Португальську державу в автономії представляє Представник Республіки (порт. Representante da República para a Região Autónoma da Madeira), що у наш час[коли?] є Антеру Алвеш Монтейру Дініж.
Регіональний парламент Мадейри є однопалатним і в наш час[коли?] складається з 47 депутатів. Депутати обираються за партійними списками, мандатом на 4 роки (до 2004 року число депутатів становило 68 з обранням за муніципальним принципом). Політичні партії, що представлені у регіональному парламенті, як правило відповідають своїм аналогам континентальної Португалії. На останніх регіональних виборах Мадейри більшість здобула Соціал-демократична партія Мадейри, з 64,2 % голосів.
Уряд автономії з 1978 року беззмінно очолює Альберто Жоао Жардим (Alberto João Jardim), 1943 р. народження. 9 жовтня 2011 р. він був вдесяте поспіль обраний головою місцевого уряду. А. Жардим вважається найсумнівнішим політиком Португалії сьогодення.

## Освіта
- Мадейрівський університет

## Галерея

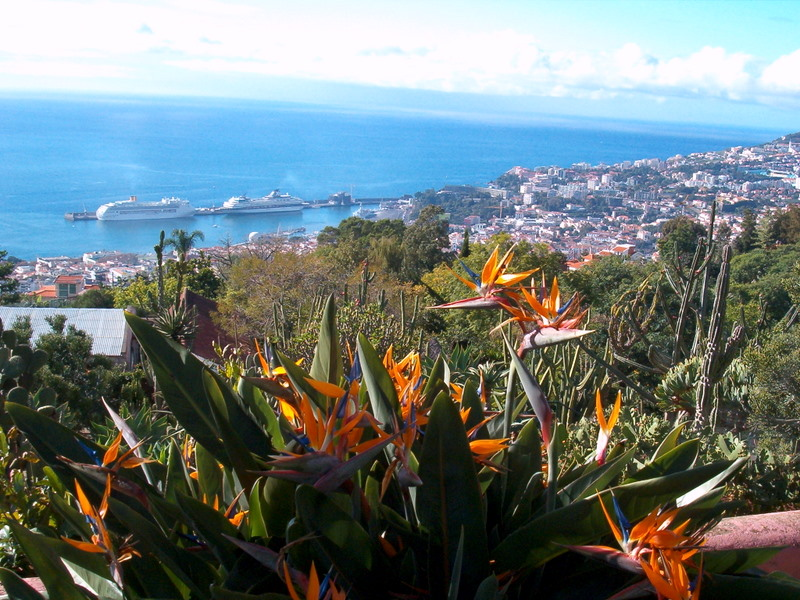
Панорамний вигляд на місто Фуншал
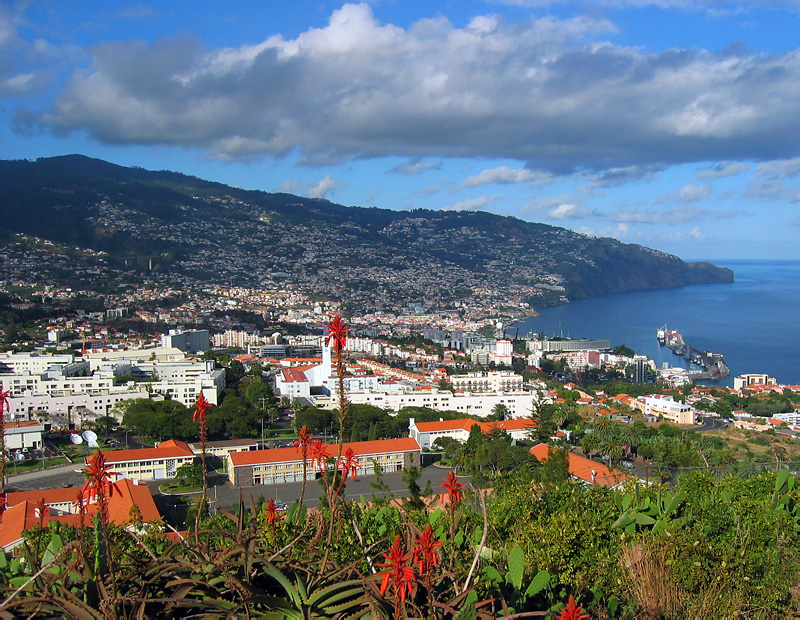
Інший вигляд на Фуншал
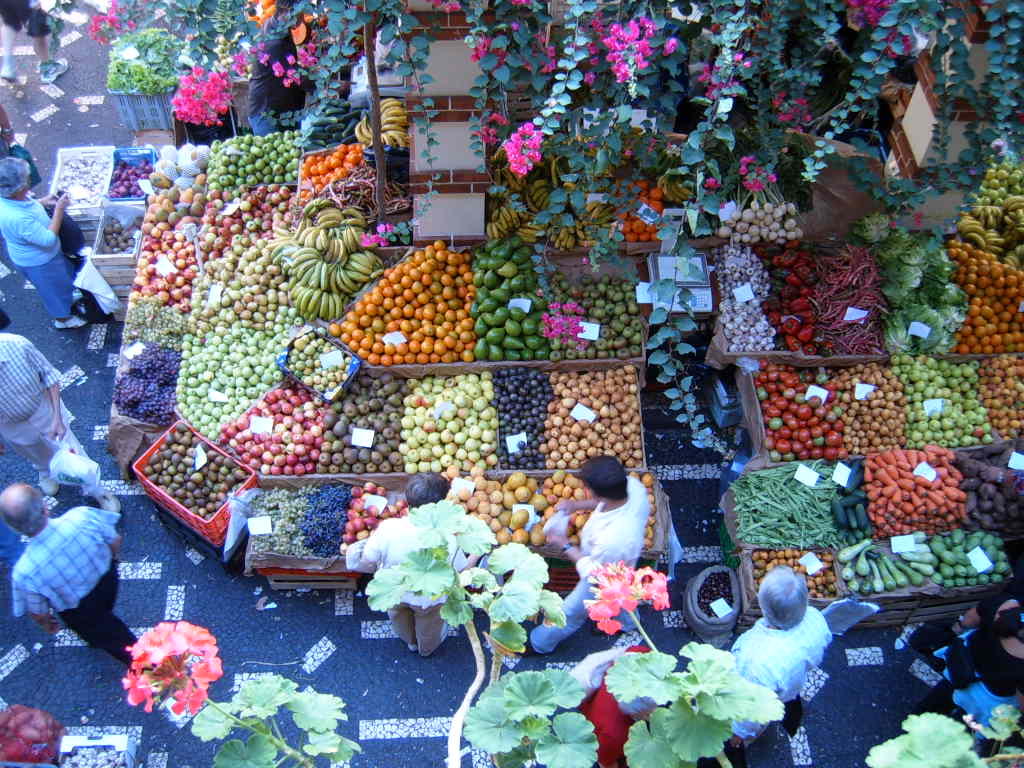
Тропічні фрукти на ринку у Фуншалі
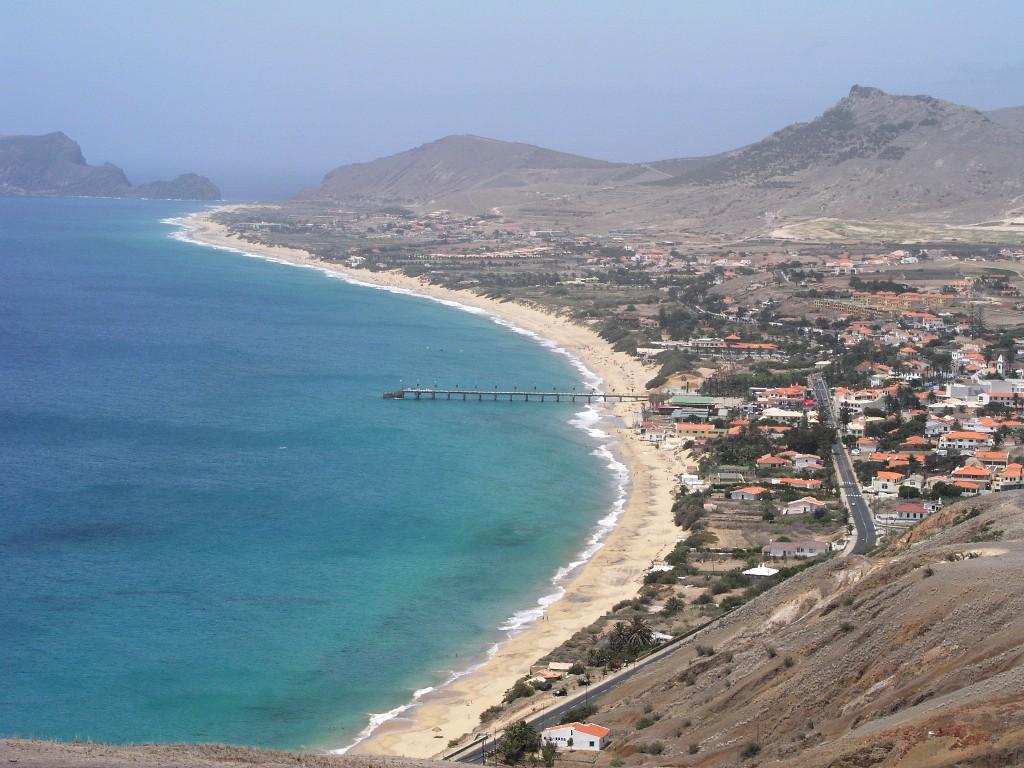
Загальний вигляд острова Порту-Санту